# 黒部川電気記念館
黒部川電気記念館（くろべがわでんききねんかん）は、富山県黒部市の宇奈月温泉郷（黒部峡谷鉄道本線宇奈月駅前）に所在する関西電力が運営する博物館である。

## 概要

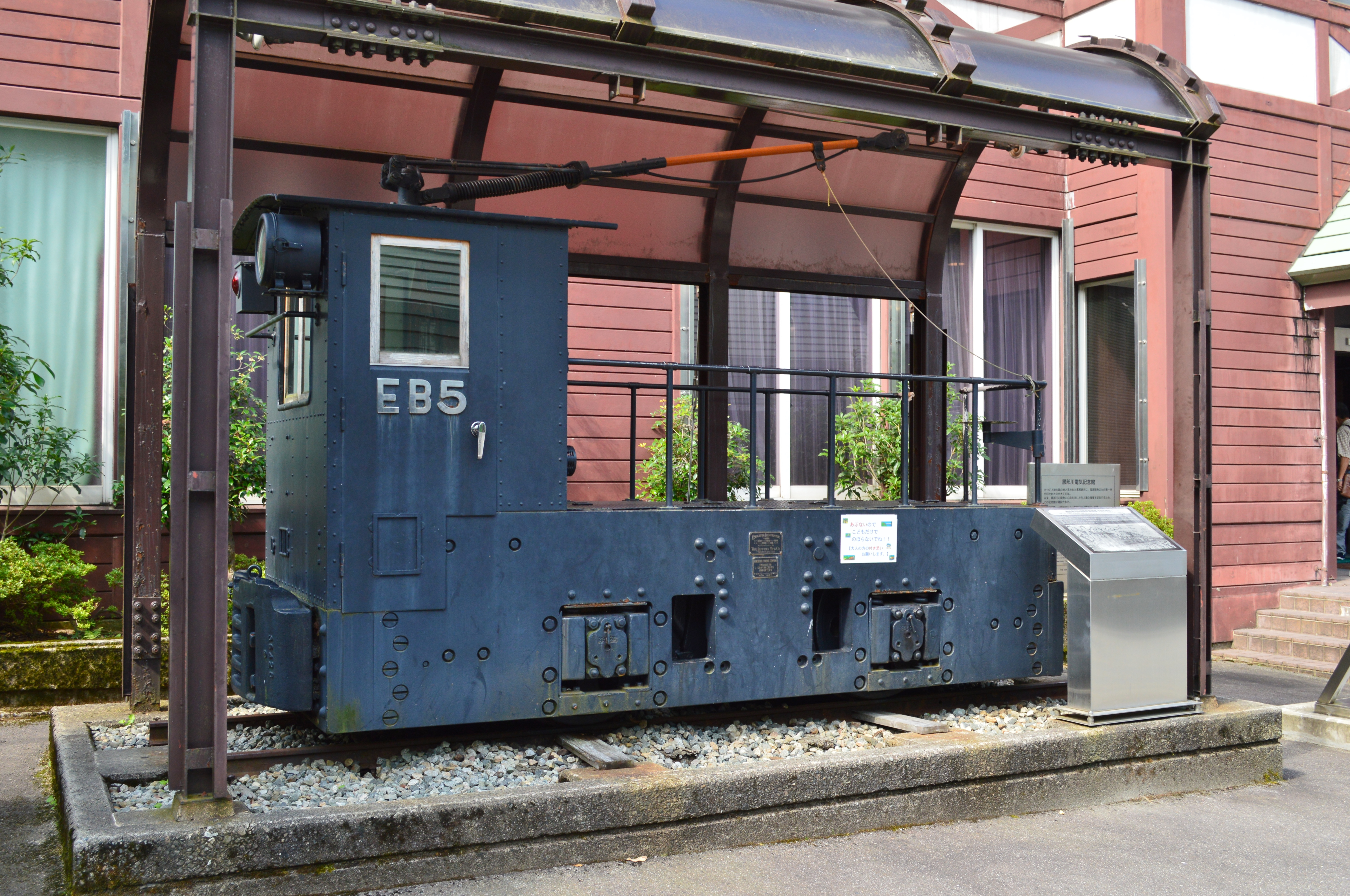
博物館前に静態保存されている元黒部峡谷鉄道の電気機関車EB5

黒部川水系の電源開発が一段落したことを記念し、黒部川の自然や電源開発などをテーマとした博物館として、1986年（昭和61年）4月23日に着工し、1987年（昭和62年）4月28日に開館した。建物は1922年（大正11年）から1923年（大正12年）に日本電力が建築した事務所をモデルとしたアルペン風の建築物である（鉄筋コンクリート造地上2階建て一部地下1階建て、新日本技術コンサルタント設計、佐藤工業施工）。第18回（昭和62年度）富山県建築賞入賞。
入口横に黒部峡谷鉄道の開業当初に使用されていた電気機関車EB5が静態保存されている。館内には縮尺60分の1の黒部ダムの模型があり、黒部川の電源開発や世紀の大工事として語り継がれる「黒四建設工事」などをグラフィックや映像により紹介している。
博物館内には黒部峡谷鉄道宇奈月事務所が入居している。
1996年（平成8年）4月と2012年（平成24年）3月の2度にわたり全面改修が行われていたが、2022年（令和4年）12月6日より3度目の全面改修工事を行うため、翌2023年（令和5年）3月下旬まで休館し、同年3月31日にリニューアルオープンした。

## 開館日・開館時間
出典→
- 4月18日 - 11月30日：7時30分 - 18時
- 12月1日 - 4月17日：9時 - 16時（毎週火曜日休館）

入館料は無料である。

## アクセス
富山地方鉄道本線宇奈月温泉駅から徒歩5分。